# Trichoclinocera dasycoxa
Trichoclinocera dasycoxa är en tvåvingeart som beskrevs av Sinclair 1994. Trichoclinocera dasycoxa ingår i släktet Trichoclinocera och familjen dansflugor.
Artens utbredningsområde är Ontario. Inga underarter finns listade i Catalogue of Life.